# Athol Earl
Athol Earl, född 1 oktober 1952 i Christchurch i Nya Zeeland, är en nyzeeländsk roddare.
Han tog OS-brons i åtta med styrman i samband med de olympiska roddtävlingarna 1976 i Montréal.